# Kouznetsk (cheval)
Pour l’article homonyme, voir Kouznetsk.
Le Kouznetsk (russe : Кузнецкая лошадь) est une race de chevaux de trait originaire de l'Ouest de la Sibérie, sélectionnée durant la seconde moitié du XIXe siècle. Influencée par le trotteur d'Orlov, le Standardbred et le Pur-sang, la race est haute d'environ 1,60 m et montre une influence plus ou moins forte du cheval de trait. Après une diffusion dans presque toute la Sibérie, son élevage se concentre désormais dans les régions de Kemerovo et de Novossibirsk. 

## Dénomination
En russe, cette race est nommée Kuznetskaya Porodnaya Gruppa, Kuznetsk et Kuznet étant les noms retenus à l'international, tandis que Kouznetsk est la transcription française.

## Histoire
Bien que son existence remonte au XVIIIe siècle, la race provient d'une sélection entamée durant la seconde moitié du XIXe siècle, par croisement entre des animaux locaux, le cheval mongol, le trait belge, le trotteur d'Orlov, le Standardbred et l'Anglo-normand.
Dans son étude de 1928, le Pr Priodorogin stime que le Kouznetsk provient d'un croisement entre le Kalmouk et le Bityug. Les premiers sujets sont jugés morphologiquement défectueux, avec un tronc trop long, un dos faible et des sabots plats. L'influence du trotteur d'Orlov, du Standardbred et du Pur-sang, amené dans les fermes d'élevage locales, se révèle déterminante. Le haras national de Tomsk gère 3 000 juments annuellement et jusqu'en 1917, influence fortement la race en utilisant également le Trait belge et l'Anglo-normand en croisement. Les paysans russes adoptent ces chevaux lors de leur colonisation de la Sibérie. La race est aussi réquisitionnée pendant les deux Guerres mondiales, la seconde décimant les effectifs.

## Description
Le Kouznetsk est le plus imposant des chevaux sibériens. D'après Bonnie Lou Hendricks, de l'Université de l'Oklahoma, il toise environ 1,60 m, tandis que le guide Delachaux donne une fourchette de taille d'1,50 m à 1,60 m, avec une moyenne établie à 1,52 m.
Son type est plus ou moins proche du cheval de trait en fonction des influences reçues. Plus généralement, il est proche du modèle trait léger. Ceux du sud sont plus proches du Pur-sang. Le type recherché est celui du trait léger. La tête est de grande taille, surmontée de longues oreilles. L'encolure est musclée et le garrot saillant. Le dos est long, la croupe inclinée et large.
La robe la plus fréquente est le bai, suivi par le noir. Le Kouznetsk est réputé pour sa résistance, lui permettant de vivre sous le rude climat sibérien. La santé, la longévité et la fertilité sont réputés excellentes, cette race conservant la capacité à travailler jusqu'à un âge avancé.

## Utilisations
Il sert historiquement à la traction lourde, essentiellement pour des usages agricoles et du transport de marchandises, mais peut devenir un cheval de loisir. La race Kouznetsk a influencé de nombreuses autres races de chevaux russes, dont le Megezh, le Verkhoyansk, et le Nouvel Altaï.

## Diffusion de l'élevage
Par le passé, le Kouznetsk a été diffusé dans presque toutes les régions de Sibérie, mais il forme désormais une race rare, y compris dans son propre pays d'origine. L'élevage se concentre sur les régions de Kemerovo et Novossibirsk, dans la Sibérie de l'Ouest. En 1988, le cheptel recensé dans toute l'URSS se situe entre 100 et 1 000 têtes. L'étude menée par l'Université d'Uppsala et publiée en août 2010 pour l'Organisation des Nations unies pour l'alimentation et l'agriculture (FAO) signale le Kouznetsk comme une race locale en danger d'extinction.